# Усень-Ивановский сельсовет
Усень-Ивановский сельсовет — муниципальное образование в Белебеевском районе Башкортостана.

## История
В состав сельсовета входил упразднённый посёлок Топкий Ключ.
Согласно «Закону о границах, статусе и административных центрах муниципальных образований в Республике Башкортостан» имеет статус сельского поселения.

## Состав сельского поселения
| № | Населённый пункт | Тип населённого пункта       | Население |
| - | ---------------- | ---------------------------- | --------- |
| 1 | Усень-Ивановское | село, административный центр | ↘882      |
| 2 | Веровка          | село                         | ↗357      |
| 3 | Сосновый Бор     | деревня                      | ↘90       |
| 4 | Красная Заря     | деревня                      | ↘39       |
| 5 | Чермасан         | деревня                      | ↗19       |
| 6 | Покровка         | деревня                      | ↘4        |
| 7 | Пыжьяновский     | деревня                      | →3        |

### упразднённые населённые пункты
- Письмянка (Белебеевский район) — упразднённая в 2005 году деревня
- Пушкинский — упразднённый в 2005 году посёлок

## Население
| 2002  | 2009  | 2010  | 2012  | 2013  | 2014  | 2015  |
| ----- | ----- | ----- | ----- | ----- | ----- | ----- |
| 1479  | ↘1425 | ↘1394 | ↘1334 | ↘1300 | ↘1256 | ↘1231 |
| 2016  | 2017  |       |       |       |       |       |
| ↘1193 | ↘1167 |       |       |       |       |       |